# Landwasser (rivier)
De Landwasser is een 30 kilometer lange rivier in het stroomgebied van de Albula (Graubünden, Zwitserland)

## Loop
De Landwasser ontspringt in het Meer van Davos. Zij stroomt door Davos, de grootste plaats langsheen de rivier, en stroomt in zuidoostelijke richting door een dal met een tweetal spoorlijnen. De rivier wordt overbrugd door het Wiesenerviaduct bij Wiesen, en door het Landwasserviaduct tussen Filisur en Alvaneu.

## Economisch belang
Een deel van de Landwasser wordt gebruikt voor het opwekken van energie met behulp van waterkracht. Dit gebeurt bij de Albula-Landwasser Kraftwerke (ALK) te Filisur